# Na úsvitu věků
Na úsvitu věků (anglicky „Encounter in the Dawn“ nebo též „Encounter at Dawn“) je krátká sci-fi povídka spisovatele Arthura C. Clarka, která vyšla v Československu ve sbírce Zpráva o třetí planetě z roku 1982 , v ČR ve sbírce Devět miliard božích jmen z roku 2002 a ve sbírce Výprava na Zemi z roku 2007.
V angličtině vyšla např. ve sbírce s názvem The Nine Billion Names of God.

## Obsah povídky
Během soumraku Říše letí malý kosmický člun na průzkum planet ztracených na okraji Mléčné dráhy. Na civilizaci padá stín a vědci Galaktického průzkumu přemítají, co se děje v jejich vzdálených domovech. Na palubě jsou tři: kapitán Altman, Bertrond, a Clindar.
Objeví planetu s vegetací a přistanou v lese. Clindar – operátor robota, jej vyšle na průzkum. Les je plný života, nicméně nezvyklému návštěvníkovi se jeho obyvatelé vyhýbají. Zničehonic se robot zakymácí a spadne. Stal se útokem čtvernožce. Clindar pomocí dálkového ovládání robota postaví a spustí sirénu, dravec se vyleká a prchne.
Robot pokračuje v pátrání a narazí na stezku. Jde po ní a po chvíli se objeví mýtina s obydlenou osadou. Chýše jsou obehnané palisádou, která slouží jako obrana proti zvěři a nepříteli.
Vědci přemýšlí, jak navázat kontakt. Nemůžou do osady poslat robota, vyvolal by paniku. Sami musí ještě počkat několik dní, než biologické testy prokážou nezávadnost planety. Situace doma se zhoršuje, je možné, že je Říše odvolá z mise, ale zatím budou pokračovat podle plánu. Vymyslí jednoduchý způsob, jaké zvolit setkání s domorodci.
Bertrond si vyčkává na stezce, opodál jej jistí robot ovládaný Clindarem. Bertrond má přichystaný dar pro místního lovce – zabité zvíře. Domorodec přichází, Bertrond zvedne mršinu a podává ji lovci. Ten ji přijme a odchází, aniž by vypadal vyplašeně. Takhle to Bertrond praktikuje ještě několik dní, než se mu podaří domorodce zdržet a pokusit se promluvit s ním. Jmenuje se Jaan. Když si je Bertrond jist posílenou vzájemnou vazbou, odhodlá se představit robota. Jaan je poněkud nervózní, ale v přítomnosti Bertronda se uklidní a po čase si na stroj zvykne.
Jednoho dne uslyší Jaan volání robota z džungle. Jde za hlasem až k řece, kde spatří celou posádku kosmického člunu. Chystají se k odletu. Bertrond mu nechá několik praktických pomůcek a loučí se. Loď stoupá ke hvězdám a Jaan má pocit, že o něco přichází. Sesbírá dary od lidí z kosmu a obrátí se zády k řece vinoucí se úrodnou rovinou, kde za mnoho set tisíc let jeho potomci vybudují velké město a pojmenují je Babylón.